# Ponts antiques sur la Loire dans l'agglomération tourangelle
Les ponts antiques sur la Loire dans l'agglomération tourangelle sont des ponts de bois qui, pendant l'Empire romain, permettaient le franchissement de la Loire au niveau de Fondettes et de Tours, alors appelée Caesarodunum. Deux d'entre eux, construits au Ier siècle, semblent avoir fonctionné simultanément ; le troisième, édifié au début du IVe siècle quand la ville s'est resserrée dans son enceinte, a remplacé les deux premiers qui ont alors été démontés.
Les vestiges de ces ponts, découverts ou identifiés au tournant du XXIe siècle, sont visibles sous forme d'alignements de pieux enfoncés dans le lit du fleuve émergeant dans les périodes d'étiage, plus fréquentes et plus durables.

## Contexte géographique et historique

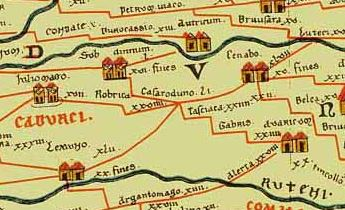
Extrait de la Table de Peutinger mentionnant Casaroduno (Tours).

La ville de Caesarodunum, ville ouverte fondée au tout-début de notre ère et destinée à être le chef-lieu de la cité des Turons, est implantée entre Loire et Cher, dans un secteur où convergent plusieurs voies antiques importantes.
Parmi elles, la voie sud-nord qui relie Limonum (Poitiers) à Vindunum (Le Mans), mentionnée sur la Table de Peutinger et probablement reprise d'un chemin gaulois, impose le franchissement de la Loire. Si l'itinéraire de cette voie au sud et au nord de Tours est bien attesté, son tracé dans la plaine alluviale est moins bien connu, même s'il semble avéré qu'il se développe à quelques kilomètres à l'ouest de Tours. Jusqu'au début du XXIe siècle, le moyen qu'elle empruntait pour traverser la Loire, pont ou gué, était inconnu, de même que le point de franchissement du fleuve,.
Caesarodunum, fondée à l'est de la voie Poitiers-Le Mans, y est reliée par un embranchement construit au sud de Tours mais la ville, enclavée dans la plaine alluviale entre les deux cours d'eau, doit également bénéficier de dispositifs spécifiques de franchissement du Cher et de la Loire. Jusqu'à la fin du XXe siècle pourtant, la méconnaissance de ces dispositifs dans l'Antiquité est totale, comme le reconnaît Henri Galinié en 1985 : « Pont sur la Loire, port fluvial, quais et débarcadère sont des nécessités pressenties que l'on ne peut localiser ».
La même interrogation se pose lorsque, dans la première moitié du IVe siècle, la ville semble restreindre son périmètre urbanisé et se resserrer dans et autour d’une enceinte fortifiée. L'existence d'un pont ou d'un gué franchissant la Loire à cette époque, nouvel ouvrage ou dispositif ancien dont l'usage perdure, reste longtemps à l'état d'hypothèses,.

## Les ponts antiques
Dans les dernières décennies du XXe siècle mais surtout à partir du début du XXIe siècle, la modification du régime hydrologique de la Loire (étiage plus marqué sur des durées plus longues) permet de nouvelles observations dans le lit du fleuve ; leurs résultats aboutissent à la mise au jour de trois ponts antiques permettant le franchissement de la Loire dans la banlieue en aval de Tours (pont de « Fondettes ») ou dans la ville elle-même (pont de « l'île Saint-Jacques » et pont de « l'île Aucard »).

### Le pont «de Fondettes»

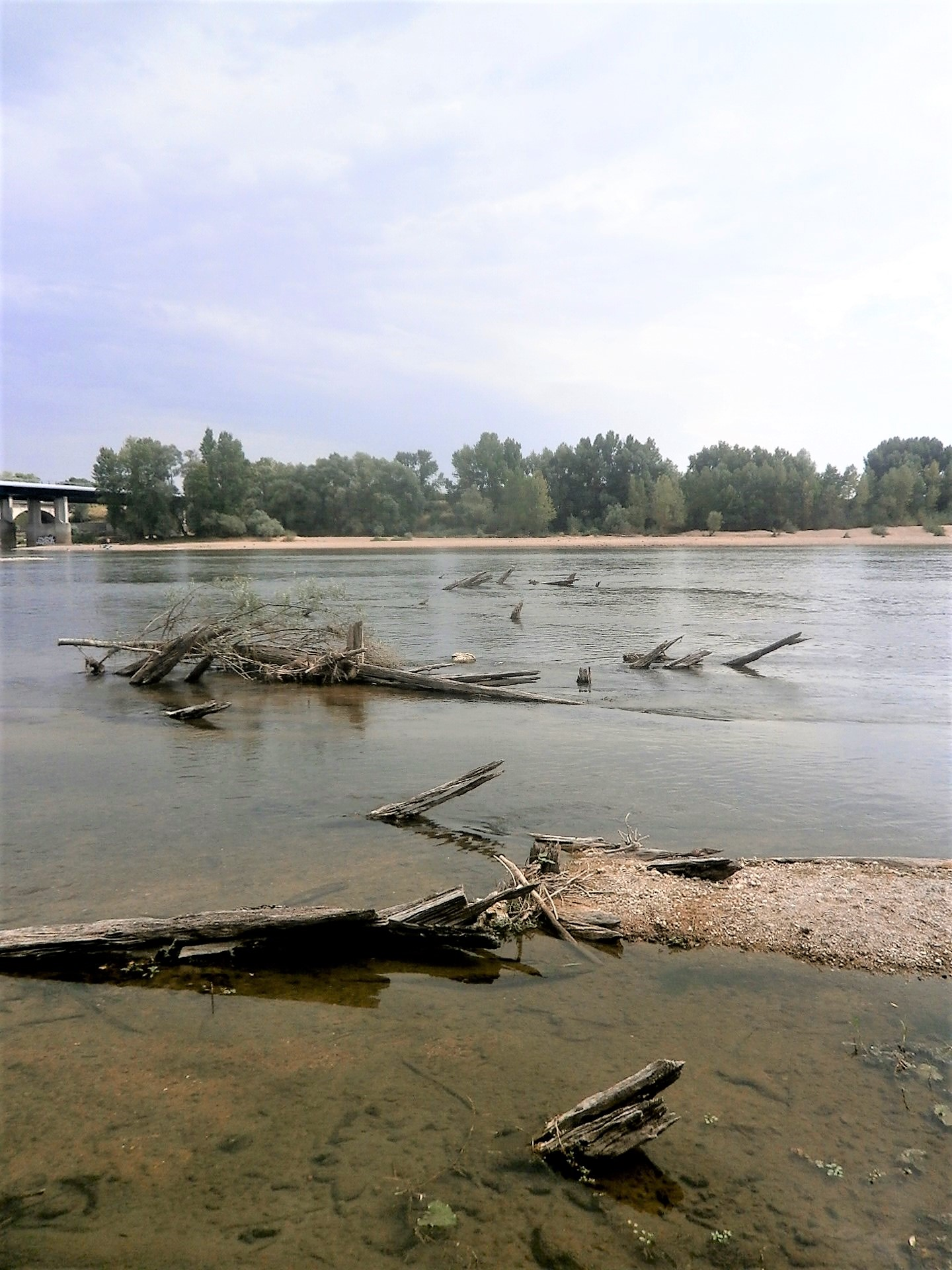
Vestiges du pont antique de Fondettes.

C'est dans le courant des années 1970 que la présence de plots de pieux dans le lit de la Loire en aval de Tours fut remarquée. Pour confirmer l'hypothèse d'un pont antique traversant la Loire à ce niveau et tenter de préciser sa date de construction, des échantillons de pieux furent soumis à des analyses de datation par le carbone 14 mais aussi par dendrochronologie.
Ce pont devait permettre à la voie Poitiers-Le Mans de franchir la Loire, un vallon facilitant, au nord, l'accès au coteau protégé par un oppidum voisin ; il avait peut-être succédé, au même emplacement, à un ouvrage plus ancien. Entièrement construit en bois, édifié au début de notre ère, il est pourvu à son extrémité nord d'un caisson également en bois probablement destiné à assurer la transition entre le tablier du pont et la chaussée. La structure différente de certaines palées suggère l'existence d'une ou plusieurs campagnes de réfection, hypothèse renforcée par d'autres résultats de datation des pieux (vers 125). Des éléments de son tablier, retrouvés près de la rive nord, laissent à penser que ce pont a été volontairement démonté.
En 1987, la création d'un chenal permettant le déroulement d'une compétition de planche à voile détruit une grande partie de ces vestiges, n'épargnant que quelques pieux proches de la rive nord.

### Le pont «de l'île Saint-Jacques»

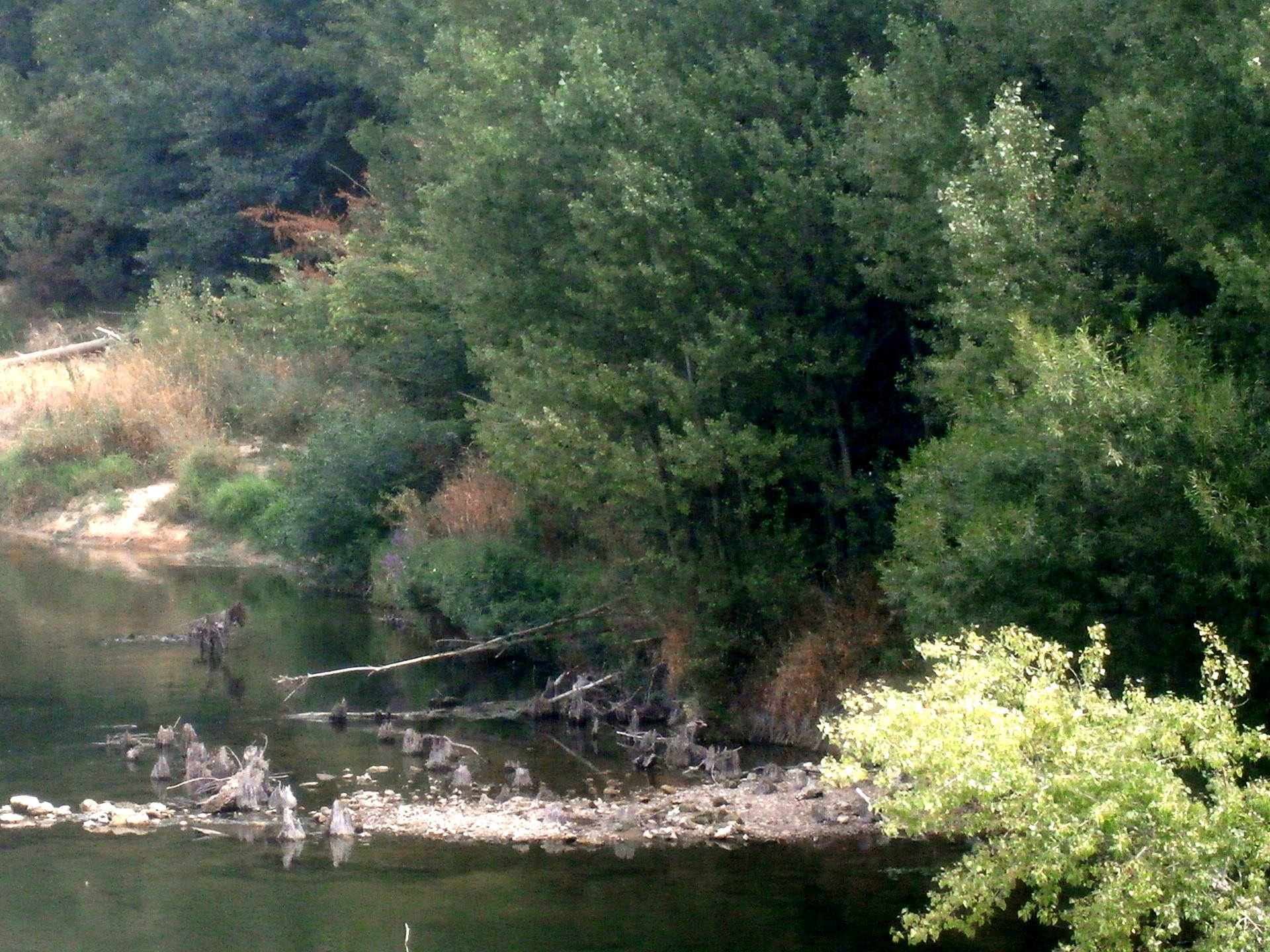
Vestiges du pont de l'Île Saint-Jacques.

Localisé 100 m environ  à l'est du pont Wilson — Le nom sous lequel les archéologues le désignent est celui d'une île de la Loire, aujourd'hui disparue, se trouvant sur son tracé —, il n'est visible que par quelques pieux près de la rive nord de la Loire ou plus loin dans le lit du fleuve et une série d'alignements de pieux près d'une digue moderne.  Ces rares vestiges, étudiés en 2003, permettent toutefois de restituer un ouvrage de franchissement de la Loire, très probablement un pont de bois, qui reliait un vallon de la rive nord du fleuve à la ville de Caesarodunum. Cette hypothèse corrobore la découverte, à l'occasion d'un chantier de fouilles conduit de 2000 à 2003 bien au sud du quai moderne de la Loire, d'un massif de maçonnerie interprété comme la culée de ce pont antique. En outre, dans l'alignement de ces vestiges, plus au sud dans la ville antique, une voie orientée nord-sud a été mise en évidence à proximité d'un grand temple et d'un complexe thermal. Ces différents aménagements sont datés de la première moitié du Ier siècle. Pont, culée et voie antique tracent un axe nord-sud se prolongeant dans la ville et desservant au passage plusieurs monuments publics ; son assimilation au cardo maximus est proposée.
Le pont de l'île Saint-Jacques, long d'environ 560 m, construit vers 40-60, semble avoir fait l'objet de réfections régulières jusqu'au milieu du IIe siècle. Son usage paraît cesser au IVe siècle, époque à laquelle les éléments maçonnés de sa culée sud sont récupérés.

### Le pont «de l'île Aucard»

Vestiges et matérialisation de l'emprise du pont de l'île Aucard.

En 1978, la baisse du niveau de la Loire fait apparaître une série de rangées de pieux fichés dans le lit du fleuve, partant de l'amont de l'île Aucard, dans la partie est de Tours et se dirigeant vers la rive sud du fleuve. En 1985, l'hypothèse d'un pont permettant de traverser la Loire au Bas Empire est posée, mais les modifications naturelles du lit du fleuve ne permettent pas de poursuivre les observations. Les vestiges sont à nouveau visibles à plusieurs reprises à partir de 2000 sur la presque totalité du lit de la Loire entre l'île Aucard et la rive sud de la Loire. Seuls la traversée de l'île et l'étroit chenal la séparant de la rive nord échappent aux investigations.
| Image externe |                                                               |
|               | Tracé restitué du pont de l'île Aucard sur le site de l'INRAP |

Les alignements de pieux observés permettent de restituer un pont long d'au moins 270 m, dont les palées rectangulaires de pieux fichés dans le fleuve supportaient un tablier de bois. Une datation par le carbone 14 de certains pieux de ce pont lui attribuent une construction entre 205 et 280 ; il serait donc antérieur à l'édification du castrum qui s'est déroulée, selon toute vraisemblance, dans la première moitié du IVe siècle dont l'édification se déroule dans la première moitié du IVe siècle.
Ce pont aboutissait au milieu de la muraille nord du castrum, en alignement du grand axe de l’amphithéâtre ; une porte pouvait être percée à cet emplacement de la muraille. L'ensemble constituait un dispositif verrouillant l'accès à la Loire par un passage obligatoire dans l'enceinte et permettait également de contrôler les arrivées dans l'enceinte depuis la rive nord du fleuve. Côté nord, le pont débouchait à proximité d'un vallon perpendiculaire à la Loire. La date de sa désaffectation est inconnue mais ni Paulin de Périgueux (fin du Ve siècle) ni Grégoire de Tours (fin du VIe siècle) n'y font de mention explicite dans leurs écrits.

## Chronologie des franchissements antiques de la Loire à Tours
Le mode de franchissement de la Loire au niveau de Caesarodunum a manifestement évolué au cours de l'Antiquité. Sous le Haut Empire, les ponts « de Fondettes » et « de l'île Saint-Jacques », qui semblent être à peu près contemporains, ont fonctionné de manière simultanée, le premier sur l'axe principal de la voie antique Poitiers-Le Mans, le second au niveau de la ville ouverte elle-même ; ils sont entretenus jusqu'à la fin du IIIe siècle.
À la charnière du IIIe et du IVe siècle, la situation change ; le castrum de Tours est édifié en même temps qu'un pont, à l'est des précédents, qui s'ouvre dans l'enceinte fortifiée ; les deux autres ponts, à la même époque, sont abandonnés, voire plus certainement démontés. La traversée de la Loire à Tours et à ses abords — aucun pont tardo-antique n'a été mis au jour à plusieurs dizaines de kilomètres en amont comme en aval — ne peut s'effecteur que par le pont « de l'île Aucard » avec passage obligatoire par l'enceinte du castrum qui semble jouer le rôle d'un verrou contrôlant le trafic nord-sud.